# Пйорако
Пйорако (італ. Pioraco) — муніципалітет в Італії, у регіоні Марке, провінція Мачерата.
Пйорако розташоване на відстані близько 150 км на північ від Рима, 65 км на південний захід від Анкони, 40 км на захід від Мачерати.
Населення — 1220 осіб (2014).

## Демографія
Населення за роками:

Станом на 1 січня 2023 року в муніципалітеті офіційно проживали 93 іноземці з 16 країн, серед них 25 громадян країн Євросоюзу та 4 громадяни України.

## Сусідні муніципалітети
- Камерино
- Кастельраїмондо
- Ф'юміната
- Сефро